# Victor Fayod
Victor Fayod ( Salaz, 23 de novembro de 1860 – Bex, 28 de abril de 1900 ) foi um micologista suíço.
Foi pioneiro na classificação de agáricos baseado e caracteres observados por microscopia.
A sua publicação mais conhecida é "Prodrome d'une histoire naturelle des agaricinées", Prodromas de uma história natural dos agáricos.